# Оттон I
Отто́н І Великий  (нім. Otto I, італ. Ottone; 23 листопада 912 — 7 травня 973) — засновник і перший імператор Священної Римської імперії (962—973). Король Східної Франкії і герцог Саксонський (936—973). Король Італії (961—973). Представник Саксонської династії. Народився у Вальгаузені, Східна Франкія. Син східно франкського короля Генріха I Птахолова і Матильди Вестфальської. Батько Оттона II. Помер у Мемлебені, Священна Римська імперія. Похований у Магдебурзькому соборі. Прізвисько — Великий (нім. der Große; його вперше вжив середньовічний хроніст Отто із Фрайзінга (нім. Otto von Freising, 1112—1158). Прозваний Великим не лише за його Велич, але й для ототожнення його з його легендарним предком Карлом I Великим.

## Біографія

### Проблема престолонаслідування
Коронація Оттона І відбулась у наступному місяці після смерті Генріха І Птахолова. Оттон не був улюбленцем Матильди Вестфальської, мати після смерті Генріха Птахолова намагалась зробити королем молодшого брата Оттона Генріха, адже Оттон народився коли Генріх І ще не був обраний королем східних франків, на відміну від Генріха, який народився вже після коронації батька, тобто порфірородним сином був саме Генріх, але за заповітом Генріха І престол унаслідував саме старший син. Сімейні справи доставили новообраному королю багато проблем через постійні повстання.
Не варто також забувати що Генріх І Птахолов мав ще одного сина від Хатебурги Мерзебурзької, проте він був визнаний королем незаконнонародженим та втрачав право на наслідування престолу.

### Коронація
Після смерті свого батька Генріха І Птахолова у 936 році Оттон був коронований Аахенському палаці.
|                                                | І коли він [Оттон] туди прибув, герцоги, начальники областей з іншими загонами васалів зібралися в колонаді, яка з'єднана з базилікою Карла Великого, вони посадили нового герцога на споруджений там трон, простягли до нього руки і урочисто обіцяли йому свою вірність і допомогу проти всіх ворогів і [так] за своїм звичаєм зробили його королем. |
| — Відукінд Корвейський, Діяння Саксів. 2 Книга | |

В той час архієпископ Гільдеберт з духовенством та народом чекав коли з'явиться король в базиліці. Коли ж він з'явився, архієпископ виступив йому назустріч, лівою рукою торкнувся правої руки короля і, несучи у правій руці палицю, перевитою стрічкою, одягнений у відповідний одяг, вийшов на середину храму і зупинився. Звідси він звернувся до народу, що стояв довкола, бо галерея внизу та нагорі в цій базиліці була влаштована у вигляді кола так, що весь народ міг його бачити:
|                                                | Ось, - сказав він, - я наводжу вам Оттона, якого бог обрав, государ Генріх колись призначив, а тепер усі князі зробили в королі; якщо вам це обрання до душі, то покажіть це, піднявши праву руку до неба |
| — Відукінд Корвейський, Діяння Саксів. 2 Книга | |

У відповідь весь народ здійняв правицю вгору і голосно побажав новому герцогу благополуччя. Потім разом із королем, одягненим за звичаєм франків в щільну туніку, архієпископ рушив до вівтаря, на якому лежали королівські інсигнії, меч із поясом, плащ із застібками та жезл зі скіпетром та короною.
Отже, він підійшов до вівтаря, взяв тут меч з поясом, повернувся до короля і сказав: «Прийми цей меч і розтрощи їм всіх супротивників Христа, варварів і поганих християн, волею божою тобі передана влада над всією державою франків для збереження найміцнішого світу серед усіх християн». Потім, взявши зап'ястя і плащ, він надів їх на короля і сказав: «Нехай цей одяг з спадаючими складками нагадує тобі про те, яка старанність у вірі має тебе спалахувати, [і про те], що в збереженні миру ти повинен залишатися непохитним до кінця». Потім, взявши скіпетр і жезл, він сказав: «Нехай ці знаки служать тобі нагадуванням про те, що ти маєш з батьківською строгістю карати підданих і простягати руку милосердя насамперед слугам божим, вдовам і сиротам, і нехай у душі твоїй ніколи не висохне єлей співчуття, і нехай і зараз і в майбутньому тебе вінчає вічну винагороду». І негайно архієпископи Гільдеберт і Вінфрід помазали короля святим оливи і увінчали золотою короною. Ті ж архієпископи підвели його до трону і піднялися до нього сходами, що йдуть спіраллю: трон був споруджений між двома колонами дивовижної краси: звідси [король] міг бачити всіх і був видно всіма.
Після того як була проголошена хвала Богу і урочисто дотримані обряди, король спустився в залу, підійшов до мармурового столу, прибраного з королівською пишністю, і сів за стіл з архієпископом і з усім народом, прислужували ж їм герцоги. Герцог Лотарингії Гізельберт, владі якого підлягало це місце, дбав про все, Ебергард керував бенкетом, франк Герман очолював кравчих, а Арнульф відав кіннотою і дбав про розміщення та розбивку табору. Зігфрід же, найвидатніший із саксів і другий чоловік після короля, свояк покійного короля, тепер також пов'язаний спорідненістю з новим королем, мав піклування в цей час над Саксонією, щоб не відбулося якогось ворожого вторгнення, а також тримав при собі й виховував молодшого Генріха. А король після того, як завітав кожного з князів відповідним їх гідності подарунком, як годилося королівської щедрості, сповнений радості відпустив натовп.

### Перше повстання герцогів (936р.)
Одразу після коронації Оттона в Аахені, у Саксонію, куди вторглись племена угрів, Оттон призначив маркграфів Геро та Ерімана. Такий крок викликав невдоволення у брата Оттона Танкмара, який прагнув успадкувати ці землі після смерті графа Зігфріда. Згодом король втрутився у справи Баварії, де після смерті Арнульфа Злого у 937 р. баварці відмовили Оттону в присязі, він зробив герцогом брата Арнульфа. Згодом повстає Ебергард Франконський. Ебергард схиляє на свій бік молодшого брата Оттона Генріха, що виступав з претензіями на роль короля. До повсталих приєднується також Гізельберт Лотаринзький та архієпископ Майнцький Фрідріх, проте Оттон перемагає лотаринзьке військо у битві при Біртені. Після цього франконські графи Удо і Конрад (двоюрідні брати Еберхарда) атакували бунтівних герцогів при Андерлехті. Під час битви Еберхард та Гізельберт загинули, а Генріх здався на милість свого брата. В результаті Франконію поділили між собою Удо та Конрад, а герцогом став син Оттона Людольф.
Таким чином Оттон повністю підкорив німецькі герцогства. Поразка заколоту герцогів мала великі наслідки для внутрішньої і зовнішньої політики Саксонії. Королівська влада повела більш рішучий наступ на права герцогів, стала вдаватися до нових засобів для забезпечення їхньої слухняності, нарешті пішла на перегрупування сил усередині панівного класу. Влада над Баварією була посилена, а герцог її змушений був віддати до королівських (державних) володінь. З самостійністю Франконії було покінчено: вона була безпосередньо підпорядкована королю. Герцогом Лотарингії було зроблено сателіта Оттона І рейнського франка Конрада Червоного. З метою забезпечити послух герцогів король вдався до практики встановлення прямих родинних зв'язків герцогів з династією (Конрад Лотарінгський був одружений з дочкою Оттона I, герцогом Баварії став брат короля Генріх, герцогом Швабії — син короля Людольф). Для успішнішої боротьби з феодальною опозицією король пішов на політику заступництва Баварії, яку віддав братові Генріху, колишньому бунтівнику, а відтепер став помічником і союзником. Практично встановився саксоно—баварський союз.

### Перший італійський похід

Королівство Бургундія

Забезпечивши собі міцне становище в Німеччині Оттон зміг виступити арбітром в європейських справах. У Франції він у 946 р. він повернув до правління династію Каролінгів, а саме Людовіка IV, такі обставини змушують задати питання: хто ж повинен займати імператорський престол? Нащадок Каролінгів Людовік, чи сакс Оттон, з якими Каролінги вели жорстоку боротьбу.

### Приєднання Бургундії
В перші роки правління Оттон поклав початок італійській політиці. Приводом до цього слугувала смерть у 937 р. короля Верхньої Бургундії Рудольфа II. Гуго Прованський, задля захоплення влади одружується на вдові королеві Берті, а свого сина обручає з дочкою Рудольфа II Адельгейді. Син покійного короля Конрад втрачав право на престол. Оттон бере під свій патронат спадкоємця престолу, та приймаючи від нього васальну присягу, встановивши таким чином владу над Бургундією. Оттон відчував, що має на це повне право, адже його батько Генріх І отримав від Рудольфа II Священний спис, це означало символічну передачу влади Оттону І. Проте не всі погоджувались з правами Оттона І на престол. Французький хроніст Флодоард стверджував, що Конрада було захоплено та утримувано у полоні.

### Король лангобардів
Пізніше Оттон втрутився в Італійські справи. Імператором заходу був король Нижньої Бургундії Людовік III, якого згодом полонив і скинув маркграф Беренгар І Фріульський. Після смерті Беренгара в 924 р. його нащадки вели боротьбу з Бургундськими королями. Останні в 933 р. домовились, що обидві Бургундські держави повинні об'єднатися під владою короля Верхньої Бургундії Рудольфа II, в той час як права на Італію відходили до короля Нижньої Бургундії Гуго Прованського. Проте ані Гуго, ані його син Лотар не змогли впоратись з Беренгаром II, який за підтримки Оттона зберіг свою владу в Італії. Після смерті Лотаря Беренгар II полонив його дружину Адельгейду та змушував вступити в шлюб з одним зі своїх синів, тому королева Італії попросила допомоги у Оттона І. Овдовілий за декілька років до цього король вторгся в Італію у 951 р. одружився з Адельгейдою та прийняв титул короля лангобардів, Беренгар же отримав Італію в якості лена, проте поступився Баварії великою територією Фріульської марки.

### Бунт Людольфінгів (953—954)

#### Боротьба з мадярами та слов'янами
Італійська політика збагатила Оттона І і Генріха Баварського, але завдала шкоди Конраду Лотаринзькому і Людольфу, відтіснивши їх на другий план. Син Оттона та Едгіт Людольф був невдоволений тим, що Оттон одружився вдруге (з Адельгейдою), тим самим поставивши під загрозу його можливість успадкувати владу за батьком. У 953 р. Людольф уклав угоду з герцогом Конрадом Лотаринзьким, архієпископом Фрідріхом Майнцьким та пфальцграфом Арнульфом Баварським.
Головним осередком заколоту стала Франконія. На боці короля залишилися Баварія і Саксонія, в останній, однак, деякі феодали приєдналися до заколотників. Фрідріх Майнцький виступив посередником між бунтівниками та королем. З переговорів, які він вів, можна зробити висновок, що бунтівники вимагали усунення від політики Генріха, гарантії Людольфу в престолонаслідуванні, відмови від італійської політики.
Боротьба з заколотом прийняла затяжний характер, проходила зі змінним успіхом, рясніла драматичними епізодами і поставила Оттона І навіть на межу катастрофи — був момент, коли він втратив контроль над Франконією, Швабією і навіть Баварією. Становище вкрай ускладнилося вторгненням угорців, що спустошили Баварію, Швабію, Франконію, Лотарингію, і рухом полабських слов'ян, які прагнули користуватися внутрішньо феодальними чварами в Німеччині. У самій Саксонії була група феодалів, яка потребувала активізації східної політики. Зрештою, однак, співвідношення сил склалося на користь королівської влади. Призначення в Саксонії герцогом Германа Білунга, що повело активну східну політику, забезпечило підтримку королівської влади з боку Саксонії. Призначення брата Оттона I Бруно одночасно архієпископом Кельнським і герцогом Лотаринзським (953) свідчило про концентрацію влади та про важливу роль Лотарингії у мобілізації сил у боротьбі з феодальною опозицією та зовнішньою небезпекою.
Боротьба королівської влади на два фронти — проти угорців і повсталих полабських слов'ян — у стані заколоту всередині Німеччини зажадала крайніх заходів та мобілізації всіх сил. Зовнішня небезпека згуртувала феодалів Німеччини, виникло антиугорське ополчення у складі франків, швабів і баварців, до них приєднався загін чехів. Заколотники, які намагалися увійти в угоду з угорцями, втратили підтримку місцевого населення та зазнали поразки. Об'єднане військо праворейнських герцогів із чехами розбило угорців на річці Лех, поблизу Аугсбурга (955). Це дозволило перекинути сили на Схід і розбити полабських слов'ян (на р. Раксі, поблизу Мекленбурга, 955)
Герцог Лотарингії Конрад помирає, тому Лотарингію було розділено на два герцогства (Верхню і Нижню Лотарингію).

### Церковна політика
Щоб створити противагу світським феодалам Оттон проводив політику «Райхскірхе », для якої була характерна протекціонізм та покровительство церкви. Завдяки праву імунітету єпископи в межах своїх володінь мали повну судову владу. Проте за церковними правилами єпископи та абати не могли страчувати злочинців, тому повинні були передавати функцію світським чиновникам — фогтам. Оттон підтвердив право церковних ієрархів самостійно обирати єпископам фогтів. Також він дозволив карбувати єпископам власну монету, брати мито в своїх містах та контролювати ринки. Таким чином король зберіг церковні володіння від графського впливу.
Проте Оттон також вимагав, щоб все церковне майно використовувалось в інтересах королівства. Кожен єпископ або абат повинен був поставляти до королівського двору установлену кількість биків, свиней, яєць, у випадку війни виставляти загін тяжко озброєних вершників, саме тому король міг спокійно передавати землі свого домену церкві.
Оттон був релігійною людиною, його двір став центром духовного руху. Оттон заснував монастир Святого Моріца в Магдебурзі. Молодший брат Бруно керував королівською канцелярією. Для християнізації слов'янських земель між Ельбою та Одером. Оттон створив в 948 р. єпископства Хафельберг та Бранденбург, на півночі королівства були засновані єпископства Шлєзвіг, Аарус, Ріпен.
Оттон намагався створити Магдебурзьке архієпископство, щоб полегшити процес християнізації підкорених слов'ян. Однак король зіткнувся з супротивом архієпископа Майнцького і єпископа Хальберштадського, бо це суперечило їхнім інтересам. Дану проблему Оттон намагався вирішити, залучившись підтримкою папи римського, водночас імператор, на правах покровителя церкви планував провести реформу папської курії, яка знаходилась в занепаді.
В 968 р. Оттон створив архієпископство Магдебурзьке, у склад якого увійшли Бранденбурзьке, Хафельберзьке, Мейсенське, Цейцьке та Мерзебурзьке єпископства.

### Другий італійський похід
Конфлікти з німецької церквою спонукали Оттона шукати підтримку у римській курії. Якраз в цей час папа Іоанн XII попросив підтримки в боротьбі з Беренгаром II. Тому король здійснив другий Італійський похід, в ході якого розгромив Беренгара II. В 962 р. на свято Стрітення у соборі Святого Петра Папа Римський Іоанн XII коронував Оттона І імператорською короною. Ця подія стала датою створення Священною Римської імперії. Римська коронація зміцнила на деякий час позиції Саксонської династії відносно герцогів: Швабія і Баварії втратили опору в Італії. Встановилася фактична влада імператора над папою: Оттон I у своїх грамотах не визнавав універсалістських претензій папи. Влада над папою забезпечила папську санкцію на єпископальну політику та магдебурзький план. Римська коронація посилила зовнішні позиції Саксонської держави, фактично санкціонувала її гегемонію В Європі. Після його залишення Риму туди повернувся Іван XII, що змусило Отона I 963 року повернутися до Риму, де знову встановив Лева VIII. Але почалася епідемія чуми, під час якої помер трірський архієпископ Генріх Бабенберг, а потім і Лев VIII. Це змусило імператора залишити Рим.

### Боротьба з Візантією
Після здобуття імператорської корони Оттон почав війну в Південній Італії, що належала Візантії. Тим самим Оттон намагався здобути визнання свого титулу Східною Римською Імперією. Успішні військові дії примусили Візантію укласти договір з Оттоном І: в обмін на Апулію Оттон II одружився з принцесою Феофано Склірена, тим самим Іоанн І Цимісхій визнав владу Оттона І.

## Родина
1 Дружина — Едіт Англійська
Діти:
- Ліудольф, герцог Швабський
- Ліутгарда

2 Дружина — Адельгейда Бургундська
Діти:
- Генріх
- Бруно,
- Оттон II, наступний імператор
- Матильда

## Критика італійської політики
Політика Оттона І (936—972) викликає у дослідників чимало запитань. Справа в тому, що об'єктивну оцінку її наслідкам та нагальності дати доволі складно.
В середині XIX ст., коли Німеччина стояла на шляху об'єднання, розпочалась дискусія між двома основними таборами. Перший розглядав ситуацію з малогерманських позицій. Його представником був прусський історик Генріх Зібель. Він заперечував італійську політику Оттона І, вважаючи, що прагнення Оттонів управляти одночасно Німеччиною і Італією призвело середньовічну німецьку державу до катастрофи: з національної точки зору це прагнення було зовсім не бажане, а політично — безперспективне; були витрачені кращі сили в марній боротьбі, замість того, щоб проводити політику, що відповідала б національним інтересам держави, а саме у східному напрямку.
Другий табір очолив Юліус Фіккер. прихильник великогерманського об'єднання. На думку Фіккера італійська політика Оттонів повністю відповідала інтересам німецької держави в Х ст. Він вважав, що катастрофу спричинила не сама політика Оттона, а вже загравання з папством його наступників, в той час як сама політика Оттона І посилила німецьку державу в Х ст. і відіграла вирішальну роль у становленні німецької гегемонії в Європі.
Мартін Лінцель заявляє, що не знаходить імперську політику Оттона І ані шкідливою, ані корисною, займаючи максимально помірковану позицію в цьому питанні. Все ж таки в післявоєнні часи історики знаходили в італійській політиці більше корисного, ніж шкідливого.
Радянський історик Микола Колесницький розкритикував дане питання у праці «Священная Римская Империя: притязания и действительность». В ній він стверджує, що політика не була продиктована внутрішніми потребами, а ,насамперед, грабувати італійські міста було вигідною і легкою справою, ніж походи проти слов'ян. Колесницького критикує Балакін, наголошучи, що перший протирічить самому собі, визнаючи, що походи в 951 р. і 961 р. все ж ставили на меті приборкати сепаратистські тенденції південнонімецьких герцогів.
Нєусихін Олександр говорить, що намагання королівської влади підпорядкувати церкву викликало необхідність поставити під контроль самого папу римського, що закріпило б залежність від короля німецьких єпископів. Інший ряд причин говорить про поземельні зв'язки Німеччини з Італією. В цих зв'язках були зацікавлені світські землевласники з південної Німеччини та єпископат. Спираючись на це, політика Оттона І була спробою укріплення недостатньо стійкої влади в Німеччині шляхом захоплення Італії.